# Child: Care, Health and Development
Child: Care, Health and Development est une revue bimensuelle de santé publique à comité de lecture publiée par Wiley-Blackwell au nom de la British Association of Community Child Health, de la Swiss Paediatric Society et de l'European Society for Social Pediatrics. La revue est créée en 1975 et couvre les questions de santé infantile telles que les maladies infantiles, les soins de santé, la pédiatrie et le travail social.

## Facteur d'impact
Selon le Journal Citation Reports, la revue a un facteur d'impact de 1,201 en 2011, la classant 45e sur 68 revues dans la catégorie "Psychologie Développementale" et 70e sur 115 dans la catégorie "Pédiatrie".